# John B. Goodenough
John Bannister Goodenough (25 tháng 7 năm 1922 – 25 tháng 6 năm 2023) là một giáo sư và nhà vật lý thể rắn người Mỹ. Ông hiện là giáo sư về kỹ thuật cơ khí và khoa học vật liệu tại Đại học Texas ở Austin. Ông được tín nhiệm rộng rãi trong việc xác định và phát triển pin lithium-ion cũng như phát triển các quy tắc Goodenough-Kanamori để xác định dấu hiệu của siêu trao đổi từ tính trong vật liệu.
Năm 2014, ông nhận được giải Charles Stark Draper cho những đóng góp của mình cho pin lithium-ion. Năm 2019, ông được trao giải Nobel hóa học ở tuổi 97, khiến ông trở thành người đoạt giải Nobel cao tuổi nhất từ trước đến nay. Ông nhận giải Nobel cùng M. Stanley Whittingham và Akira Yoshino.
Ông tròn 100 tuổi vào tháng 7 năm 2022 và qua đời vào ngày 25 tháng 6 năm 2023 tại Austin, Texas.

## Tuổi thơ và giáo dục ban đầu
Goodenough được sinh ra ở Jena, Đức, với cha mẹ là Erwin Ramsdell Goodenough (1893-1965) và Helen Meriam Goodenough. Cha ông từng học Ph.D. tại Trường Thần học Harvard vào thời điểm John chào đời và sau đó trở thành Giáo sư về lịch sử tôn giáo tại Yale. John cũng là em trai của nhà nhân chủng học quá cố Ward Goodenough của Đại học Pennsylvania. John và anh trai Ward đã học trường nội trú tại trường Groton . John Goodenough nhận bằng Cử nhân Toán học, summa cum laude, từ Đại học Yale năm 1944, nơi ông là thành viên của Skull and Bones. Sau khi phục vụ trong Quân đội Hoa Kỳ với tư cách là nhà khí tượng học  trong Thế chiến II, ông trở lại để hoàn thành bằng tiến sĩ. trong Vật lý dưới sự giám sát của Clarence Zener tại Đại học Chicago năm 1952.

## Sự nghiệp ban đầu tại Phòng thí nghiệm Lincoln
Trong sự nghiệp ban đầu của mình, ông là một nhà khoa học nghiên cứu tại Phòng thí nghiệm Lincoln của MIT. Trong thời gian này, ông là thành viên của một nhóm liên ngành chịu trách nhiệm phát triển bộ nhớ từ tính truy cập ngẫu nhiên. Những nỗ lực nghiên cứu về RAM đã khiến ông phát triển các khái niệm về trật tự quỹ đạo hợp tác, còn được gọi là biến dạng hợp tác Jahn, Teller, trong các vật liệu oxit, và sau đó dẫn đến việc ông phát triển các quy tắc về dấu hiệu của siêu trao đổi từ trong vật liệu, hiện được biết đến như các quy tắc Goodenough của Kanamori (cùng phát triển với Junjiro Kanamori).

## Nhiệm kỳ tại Đại học Oxford

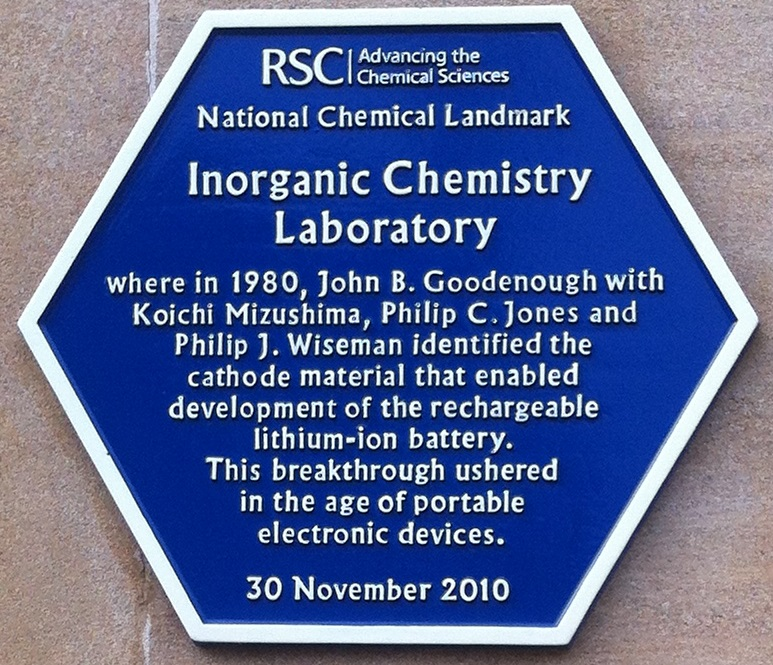
Bia kỷ niệm xanh được dựng lên bởi Hiệp hội Hóa học Hoàng gia kỷ niệm công trình hướng tới pin lithi-ion có thể sạc lại ở Oxford

Vào cuối những năm 1970 và đầu những năm 1980, ông tiếp tục sự nghiệp của mình với tư cách là người đứng đầu Phòng thí nghiệm Hóa học vô cơ tại Đại học Oxford, nơi ông xác định và phát triển LixCoO2 là vật liệu catốt lựa chọn cho pin sạc Li-ion hiện có mặt ở khắp mọi nơi trong các thiết bị điện tử cầm tay ngày nay. Mặc dù Sony chịu trách nhiệm thương mại hóa công nghệ, nhưng ông được ghi công rộng rãi với việc nhận dạng và phát triển ban đầu. Ông đã nhận được giải Nhật Bản năm 2001 vì những khám phá về các vật liệu quan trọng đối với sự phát triển của pin sạc nhẹ.